# The Disintegration Loops III
Albums de William Basinski
Melancholia
(2003) A Red Score in Tile
(2003)
The Disintegration Loops III est un album de William Basinski, publié en 2003. L'album est le troisième d'une série, précédé par les volumes I et II, et suivi par le volume IV.

## Description
Les enregistrements de The Disintegration Loops sont basés sur des boucles musicales stockées sur de vieilles bandes magnétiques dont la qualité se dégrade. En tentant de sauver ces enregistrements sur un support numérique, les bandes se désagrègent progressivement, à tel point que lorsqu'elles passent par la tête de lecture, la ferrite se détache du plastique,. Les différentes pistes des Disintegration Loops sont donc constituées chacune d'une unique boucle musicale dont les motifs s'effacent progressivement, sur des durées variables, remplacés par des silences ou des craquements.

## Pistes
| No | Titre  | Durée |
| -- | ------ | ----- |
| 1. | d\|p 4 | 20:07 |
| 2. | d\|p 5 | 52:21 |